# Alfred Neugebauer (Feuerwehrmann)

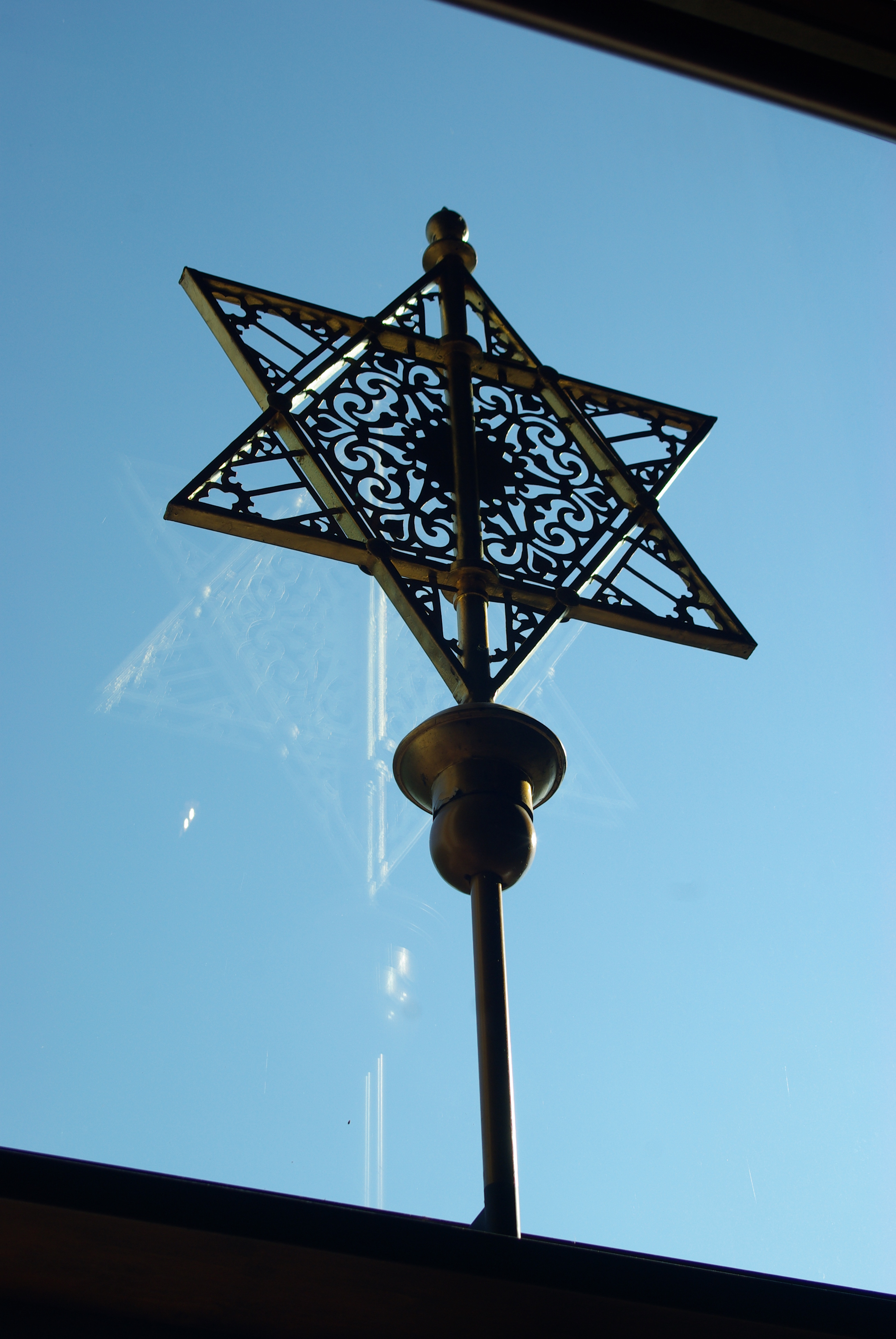
Der gerettete Davidstern

Alfred Neugebauer (* 29. Juli 1914 in Dresden; † 13. August 2006 ebenda) war ein deutscher Feuerwehrmann, Bergsteiger und Denkmalpfleger. Er rettete den Davidstern der Dresdner Synagoge während der Novemberpogrome 1938 vor der Zerstörung.

## Leben

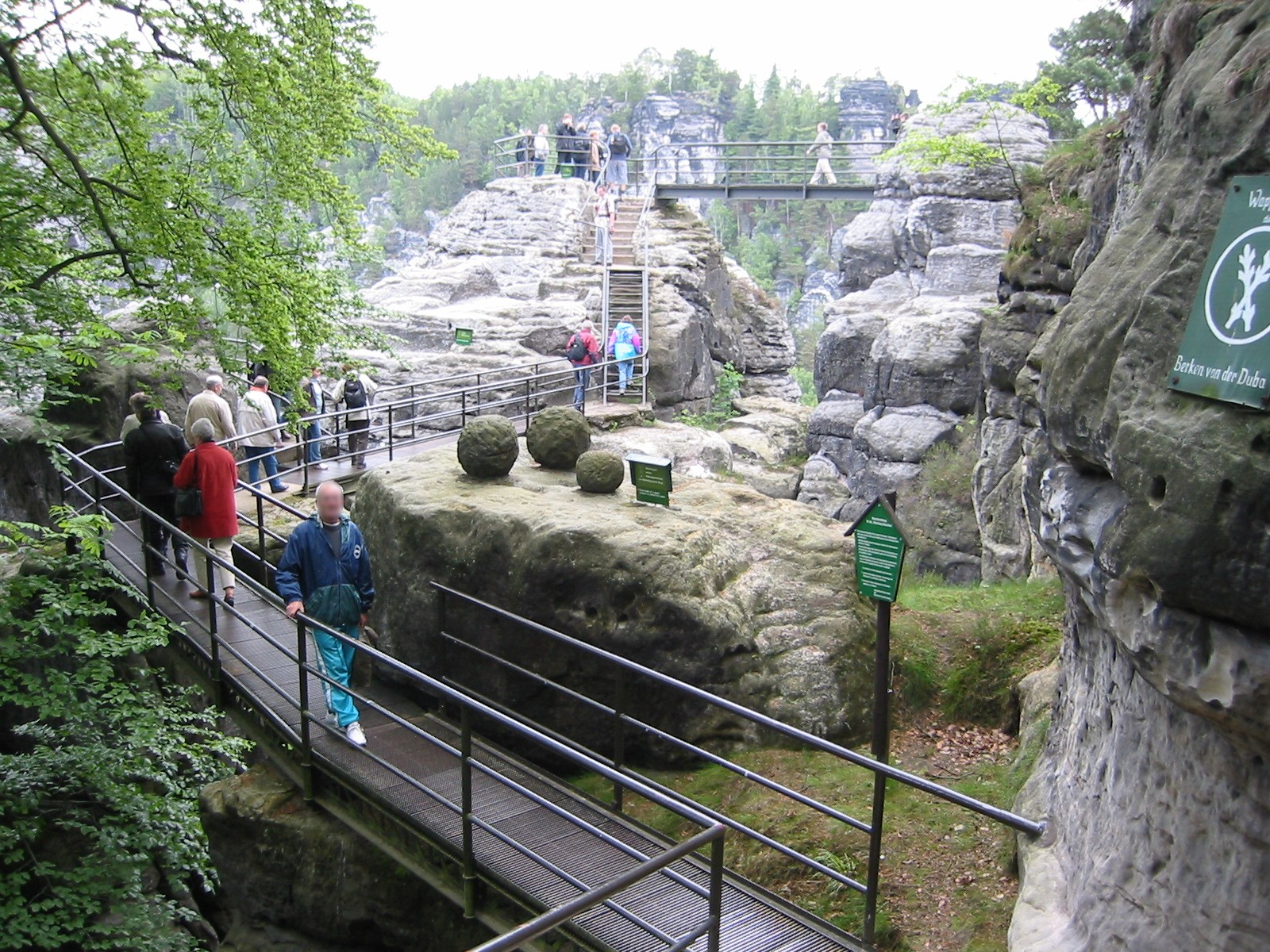
Der entsprechend der Grabungen Neugebauers rekonstruierte Wehrgang der Felsenburg Neurathen

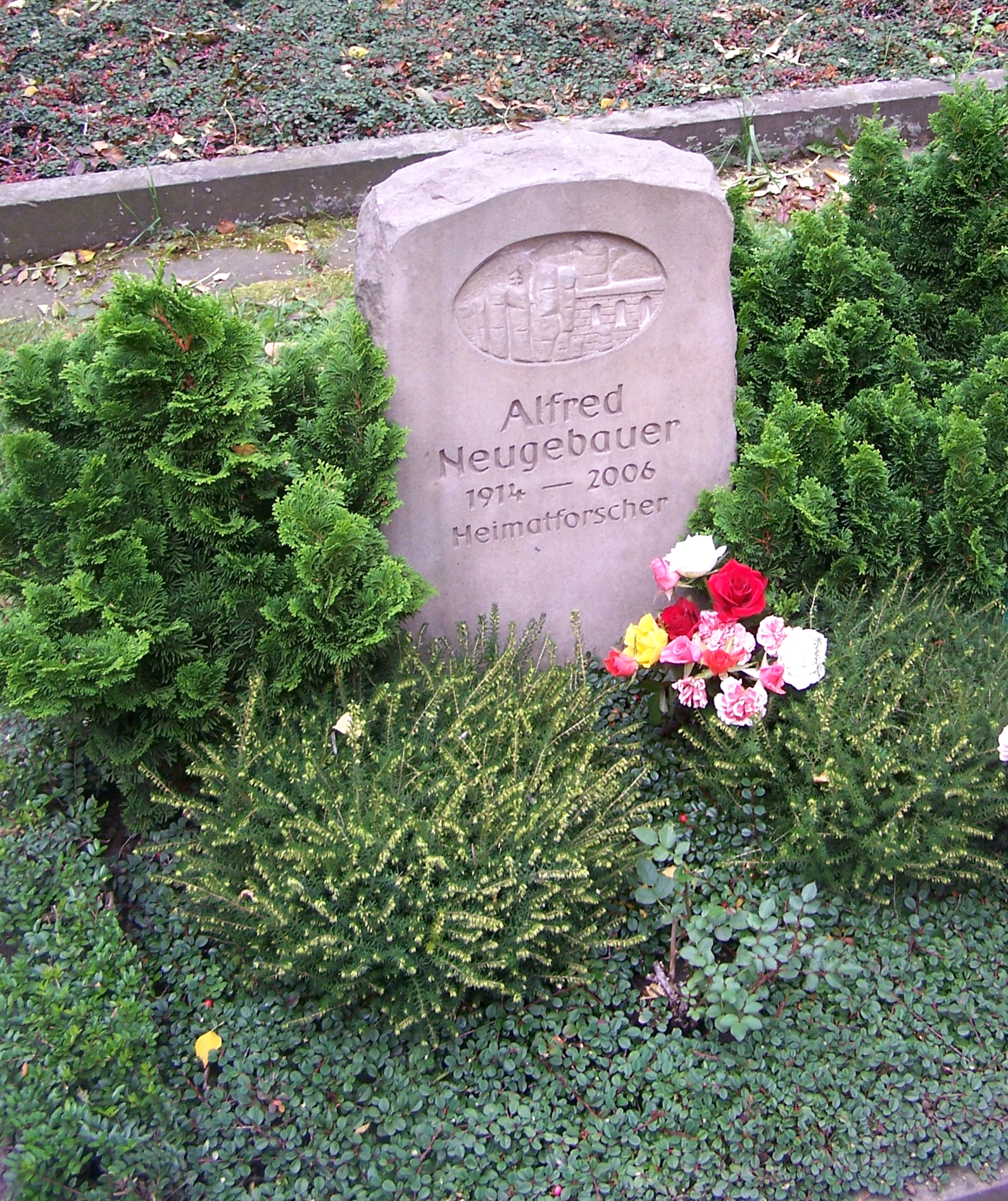
Grab Alfred Neugebauers auf dem Alten Annenfriedhof

Alfred Neugebauer erlernte nach der Schulzeit zunächst den Beruf eines Steindruckers. In seiner Freizeit war er als Bergsteiger im Klettergebiet Sächsische Schweiz unterwegs und befasste sich mit sächsischer Heimatgeschichte. Zeitweilig war er Vorsitzender der Jugend im Sächsischen Bergsteigerbund (SBB). Seit 1929 führte er einzelne Grabungen auf der Felsenburg Neurathen durch. Nachdem er 1930 Mitglied im Landesverein Sächsischer Heimatschutz geworden war, folgten erste systematische Grabungen in der Felsenburg von 1932 bis 1934. Neugebauer entdeckte unter anderem den Verlauf des früheren Wehrgangs der Burg.
Anfang der 1930er Jahre wechselte er zur Dresdner Feuerwehr und wurde Feuerwehrmann. Im Frühjahr 1939 versteckte Neugebauer nach der von den Nationalsozialisten im Rahmen der Novemberpogrome organisierten Brandstiftung, bei der die Sempersynagoge ausbrannte, den von der Feuerwehrleitung erbeuteten Davidstern. Nach dem Krieg übergab er ihn 1949 dem Vorsitzenden der jüdischen Gemeinde Dresden, Leon Löwenkopf. Der Davidstern wurde im Jahr 1950 auf der Synagoge Fiedlerstraße 3 montiert. Fast ein halbes Jahrhundert später wurde er am Portal der Neuen Synagoge angebracht, die ab 1998 in unmittelbarer Nähe des zerstörten Gotteshauses errichtet wurde.
Beruflich war Neugebauer nach dem Zweiten Weltkrieg in wechselnden Positionen tätig, unter anderem als technisch-wissenschaftlicher Assistent, Siebdrucker und Brandschutzbeauftragter. Er beschäftigte sich auch nach dem Krieg ehrenamtlich mit Heimatforschung und Archäologie und führte unter anderem Ausgrabungen der bronzezeitlichen Siedlung auf dem Pfaffenstein durch. Ebenso erforschte er die Geschichte der Felsenburgen in der Sächsischen Schweiz. Als Mitarbeiter war er für das Dresdner Landesmuseum für Vorgeschichte tätig, zudem als ehrenamtlicher Bodendenkmalpfleger. 1979 ging Neugebauer in Ruhestand, blieb aber ehrenamtlich weiter aktiv. Ausgrabungen führte er neben dem Pfaffenstein von 1982 bis 1984 erneut in der Felsenburg Neurathen durch. Nach 1990 war er an der Neubegründung des Landesvereins Sächsischer Heimatschutz beteiligt. Darüber hinaus war Neugebauer im Dresdner Geschichtsverein, in der AG Sächsische Burgen der Deutschen Burgenvereinigung und als Dozent an der Volkshochschule Dresden aktiv. Im SBB war er Mitglied der IG Bergsteigergeschichte. Neugebauer blieb bis ins hohe Alter tätig. Sein Grab befindet sich auf dem Alten Annenfriedhof in Dresden.
Am Westaufstieg des Pfaffensteins (Bequemer Weg) befindet sich unweit des von Neugebauer erforschten bronzezeitlichen Walls eine Informationstafel über sein archäologisches Wirken.

## Ehrungen
- Ehrenmitglied des Landesvereins Sächsischer Heimatschutz[4]
- Ehrenmitglied des Sächsischen Bergsteigerbundes (SBB) seit 2002[1]
- Sächsischer Verdienstorden für die Rettung des Davidsterns, verliehen am 12. Oktober 2001.[6]
- Erinnerungstafel am Aufstieg zum Pfaffenstein, angebracht am 18. Juli 2009.[7]

## Veröffentlichungen (Auswahl)
- Felsenburg Neurathen, Rat der Gemeinde Lohmen, 1984.
- Pfaffenstein und Neurathen, Schriftenreihe „Geschichtliche und heimatkundliche Beiträge aus Pirna und Umgebung“ Heft 5, Stadtmuseum Pirna, 1986
- Die Felsenburgen der sächsischen und böhmischen Schweiz. In: Burgenforschung aus Sachsen. Heft 1 (1992), Deutsche Burgenvereinigung e. V., Landesgruppe Sachsen, S. 9–17, ISBN 3-928492-42-X
- Die Wasserversorgung auf mittelalterlichen Felsenburgen in der Sächsischen und Böhmischen Schweiz. In: Burgenforschung aus Sachsen. Heft 2 (1993), Deutsche Burgenvereinigung e. V., Landesgruppe Sachsen, S. 36–46, ISBN 3-928492-47-0